# 烏山県 (吉林省)
烏山県（うざん-けん）は中華人民共和国吉林省にかつて存在した県。現在の延辺朝鮮族自治州琿春市一帯に相当する。
唐朝により設置され、遼代に廃止された。